# Gran Premio di Francia 1991
Il Gran Premio di Francia 1991 è stato un Gran Premio di Formula 1 disputato il 7 luglio 1991 a Magny-Cours. La gara è stata vinta da Nigel Mansell su Williams.

## Prima della gara
- Il Gran Premio di Francia si trasferisce dal circuito Paul Ricard di Le Castellet al circuito di Nevers Magny-Cours.
- La Ferrari porta in gara la nuova 643 F1.[3]
- La Arrows abbandona il motore V12 Porsche adottato nella prima parte di stagione passando a dei più convenzionali Ford.

## Pre-qualifiche

### Classifica
| Pos | No | Pilota             | Team              | Tempo    | Gap    |
| --- | -- | ------------------ | ----------------- | -------- | ------ |
| 1   | 33 | Andrea De Cesaris  | Jordan-Ford       | 1:19.729 | —      |
| 2   | 22 | JJ Lehto           | Dallara-Judd      | 1:20.172 | +0.443 |
| 3   | 14 | Olivier Grouillard | Fondmetal-Ford    | 1:20.227 | +0.498 |
| 4   | 32 | Bertrand Gachot    | Jordan-Ford       | 1:20.309 | +0.580 |
| 5   | 21 | Emanuele Pirro     | Dallara-Judd      | 1:20.539 | +0.810 |
| 6   | 34 | Nicola Larini      | Lambo-Lamborghini | 1:20.628 | +0.899 |
| 7   | 35 | Eric van de Poele  | Lambo-Lamborghini | 1:21.304 | +1.575 |
| 8   | 31 | Pedro Chaves       | Coloni-Ford       | 1:22.229 | +2.500 |

## Qualifiche
Patrese conquista la pole position negli ultimi minuti della sessione di qualifiche del sabato, dopo che Prost rimane in testa alla classifica per gran parte del tempo. Il pilota della Williams precede Prost, Senna, Mansell, Alesi, Piquet, Moreno, Gugelmin e Morbidelli.

### Classifica
| Pos                     | No | Pilota             | Costruttore            | Tempo    | Distacco |
| ----------------------- | -- | ------------------ | ---------------------- | -------- | -------- |
| 1                       | 6  | Riccardo Patrese   | Williams - Renault     | 1:14.559 |          |
| 2                       | 27 | Alain Prost        | Ferrari                | 1:14.789 | +0.230   |
| 3                       | 1  | Ayrton Senna       | McLaren - Honda        | 1:14.857 | +0.298   |
| 4                       | 5  | Nigel Mansell      | Williams - Renault     | 1:14.895 | +0.336   |
| 5                       | 2  | Gerhard Berger     | McLaren - Honda        | 1:15.376 | +0.817   |
| 6                       | 28 | Jean Alesi         | Ferrari                | 1:15.877 | +1.318   |
| 7                       | 20 | Nelson Piquet      | Benetton - Ford        | 1:16.816 | +2.257   |
| 8                       | 19 | Roberto Moreno     | Benetton - Ford        | 1:16.961 | +2.402   |
| 9                       | 15 | Maurício Gugelmin  | Leyton House - Ilmor   | 1:17.015 | +2.456   |
| 10                      | 24 | Gianni Morbidelli  | Minardi - Ferrari      | 1:17.020 | +2.461   |
| 11                      | 4  | Stefano Modena     | Tyrrell - Honda        | 1:17.114 | +2.555   |
| 12                      | 23 | Pierluigi Martini  | Minardi - Ferrari      | 1:17.149 | +2.590   |
| 13                      | 33 | Andrea De Cesaris  | Jordan - Ford          | 1:17.163 | +2.604   |
| 14                      | 26 | Érik Comas         | Ligier - Lamborghini   | 1:17.504 | +2.945   |
| 15                      | 16 | Ivan Capelli       | Leyton House - Ilmor   | 1:17.533 | +2.974   |
| 16                      | 25 | Thierry Boutsen    | Ligier - Lamborghini   | 1:17.775 | +3.216   |
| 17                      | 7  | Mark Blundell      | Brabham - Yamaha       | 1:17.836 | +3.277   |
| 18                      | 3  | Satoru Nakajima    | Tyrrell - Honda        | 1:18.144 | +3.585   |
| 19                      | 32 | Bertrand Gachot    | Jordan - Ford          | 1:18.150 | +3.591   |
| 20                      | 12 | Johnny Herbert     | Lotus - Judd           | 1:18.185 | +3.626   |
| 21                      | 14 | Olivier Grouillard | Fondmetal - Ford       | 1:18.210 | +3.651   |
| 22                      | 30 | Aguri Suzuki       | Larrousse - Ford       | 1:18.224 | +3.665   |
| 23                      | 29 | Éric Bernard       | Larrousse - Ford       | 1:18.540 | +3.981   |
| 24                      | 8  | Martin Brundle     | Brabham - Yamaha       | 1:18.826 | +4.267   |
| 25                      | 10 | Michele Alboreto   | Arrows - Ford          | 1:18.846 | +4.287   |
| 26                      | 22 | Jyrki Järvilehto   | Scuderia Italia - Judd | 1:19.267 | +4.708   |
| Vetture non qualificate |    |                    |                        |          |          |
| NQ                      | 11 | Mika Häkkinen      | Lotus - Judd           | 1:19.491 | +4.932   |
| NQ                      | 18 | Fabrizio Barbazza  | AGS - Ford             | 1:20.110 | +5.551   |
| NQ                      | 17 | Gabriele Tarquini  | AGS - Ford             | 1:20.262 | +5.703   |
| NQ                      | 9  | Stefan Johansson   | Arrows - Ford          | 1:21.000 | +6.441   |

## Gara
Al via Patrese scatta molto male, scivolando indietro nel gruppo e lasciando così la testa della corsa a Prost, che precede Mansell, Senna, Berger ed Alesi. Gachot esce di pista e si ritira già nel corso del primo giro, mentre Berger è costretto all'abbandono sei tornate più tardi con il motore rotto.
Nel frattempo Patrese inizia a rimontare, passando Piquet e Morbidelli dopo che l'italiano si mette fuori gara in un tentativo di sorpasso al pilota della Benetton. In testa alla corsa Mansell mette pressione a Prost, superandolo al tornante nel corso del 21º giro, sfruttando anche la presenza di alcuni doppiati. Il pilota della Williams conquista lentamente un certo margine sul rivale, ma un problema durante il cambio gomme lo riporta in seconda posizione, alle spalle del francese.
Comincia quindi un lungo duello tra i due, che si risolve quando Mansell, sfruttando nuovamente la presenza di alcuni doppiati, sopravanza il transalpino nel corso del 54º passaggio, andando poi a vincere davanti a Prost, Senna, Alesi, Patrese e De Cesaris.

### Classifica
| Pos      | No | Pilota             | Costruttore               | Giri | Tempo/Ritirato             | Partenza | Punti |
| -------- | -- | ------------------ | ------------------------- | ---- | -------------------------- | -------- | ----- |
| 1        | 5  | Nigel Mansell      | Williams - Renault        | 72   | 1:38:00.056                | 4        | 10    |
| 2        | 27 | Alain Prost        | Ferrari                   | 72   | + 5.003                    | 2        | 6     |
| 3        | 1  | Ayrton Senna       | McLaren - Honda           | 72   | + 34.934                   | 3        | 4     |
| 4        | 28 | Jean Alesi         | Ferrari                   | 72   | + 35.920                   | 6        | 3     |
| 5        | 6  | Riccardo Patrese   | Williams - Renault        | 71   | + 1 giro                   | 1        | 2     |
| 6        | 33 | Andrea De Cesaris  | Jordan - Ford             | 71   | + 1 giro                   | 13       | 1     |
| 7        | 15 | Maurício Gugelmin  | Leyton House - Ilmor      | 70   | + 2 giri                   | 9        |       |
| 8        | 20 | Nelson Piquet      | Benetton - Ford           | 70   | + 2 giri                   | 7        |       |
| 9        | 23 | Pierluigi Martini  | Minardi - Ferrari         | 70   | + 2 giri                   | 12       |       |
| 10       | 12 | Johnny Herbert     | Lotus - Judd              | 70   | + 2 giri                   | 20       |       |
| 11       | 26 | Érik Comas         | Ligier - Lamborghini      | 70   | + 2 giri                   | 14       |       |
| 12       | 25 | Thierry Boutsen    | Ligier - Lamborghini      | 69   | + 3 giri                   | 16       |       |
| Ritirato | 19 | Roberto Moreno     | Benetton - Ford           | 63   | Problemi alla schiena      | 8        |       |
| Ritirato | 4  | Stefano Modena     | Tyrrell - Honda           | 57   | Problemi al cambio         | 11       |       |
| Ritirato | 14 | Olivier Grouillard | Fondmetal - Ford          | 47   | Perdita d'olio             | 21       |       |
| Ritirato | 29 | Éric Bernard       | Larrousse - Ford          | 43   | Problemi alla trasmissione | 23       |       |
| Ritirato | 22 | Jyrki Järvilehto   | Scuderia Italia - Judd    | 39   | Scoppio di uno pneumatico  | 26       |       |
| Ritirato | 8  | Mark Blundell      | Brabham - Yamaha          | 36   | Testacoda                  | 17       |       |
| Ritirato | 30 | Aguri Suzuki       | Larrousse - Ford          | 32   | Problemi alla trasmissione | 22       |       |
| Ritirato | 9  | Michele Alboreto   | Footwork - Ford           | 31   | Problemi al cambio         | 25       |       |
| Ritirato | 7  | Martin Brundle     | Brabham - Yamaha          | 21   | Problemi al cambio         | 24       |       |
| Ritirato | 3  | Satoru Nakajima    | Tyrrell - Honda           | 12   | Testacoda                  | 18       |       |
| Ritirato | 24 | Gianni Morbidelli  | Minardi - Ferrari         | 8    | Collisione con N.Piquet    | 10       |       |
| Ritirato | 16 | Ivan Capelli       | Leyton House - Ilmor      | 7    | Testacoda                  | 15       |       |
| Ritirato | 2  | Gerhard Berger     | McLaren - Honda           | 6    | Rottura del motore         | 5        |       |
| Ritirato | 32 | Bertrand Gachot    | Jordan - Ford             | 0    | Testacoda                  | 19       |       |
| NQ       | 11 | Mika Häkkinen      | Lotus - Judd              |      |                            |          |       |
| NQ       | 18 | Fabrizio Barbazza  | AGS - Ford                |      |                            |          |       |
| NQ       | 17 | Gabriele Tarquini  | AGS - Ford                |      |                            |          |       |
| NQ       | 10 | Stefan Johansson   | Footwork - Ford           |      |                            |          |       |
| NPQ      | 21 | Emanuele Pirro     | Scuderia Italia - Judd    |      |                            |          |       |
| NPQ      | 34 | Nicola Larini      | Modena Team - Lamborghini |      |                            |          |       |
| NPQ      | 35 | Eric van de Poele  | Modena Team - Lamborghini |      |                            |          |       |
| NPQ      | 31 | Pedro Chaves       | Coloni - Ford             |      |                            |          |       |

## Classifiche

### Piloti
| Pos. | Pilota            | Punti |
| ---- | ----------------- | ----- |
| 1    | Ayrton Senna      | 48    |
| 2    | Nigel Mansell     | 23    |
| 3    | Riccardo Patrese  | 22    |
| 4    | Alain Prost       | 17    |
| 5    | Nelson Piquet     | 16    |
| 6    | Gerhard Berger    | 10    |
| 7    | Stefano Modena    | 9     |
| 8    | Jean Alesi        | 8     |
| 9    | Andrea De Cesaris | 7     |
| 10   | Roberto Moreno    | 5     |
| 11   | Jyrki Järvilehto  | 4     |
| 12   | Pierluigi Martini | 3     |
| 13   | Satoru Nakajima   | 2     |
| 14   | Mika Häkkinen     | 2     |
| 15   | Bertrand Gachot   | 2     |
| 16   | Aguri Suzuki      | 1     |
| 17   | Julian Bailey     | 1     |
| 18   | Emanuele Pirro    | 1     |
| 19   | Éric Bernard      | 1     |

### Costruttori
| Pos. | Team                   | Punti |
| ---- | ---------------------- | ----- |
| 1    | McLaren - Honda        | 58    |
| 2    | Williams - Renault     | 45    |
| 3    | Ferrari                | 25    |
| 4    | Benetton - Ford        | 21    |
| 5    | Tyrrell - Honda        | 11    |
| 6    | Jordan - Ford          | 9     |
| 7    | Scuderia Italia - Judd | 5     |
| 8    | Minardi - Ferrari      | 3     |
| 9    | Lotus - Judd           | 3     |
| 10   | Larrousse - Ford       | 2     |

## Statistiche
- Il primo successo stagionale di Mansell lo porta a quota diciassette vittorie in carriera, battendo il record di vittorie di un pilota inglese appartenente a Stirling Moss.